# 大路村 (鳥取県)
大路村（おおろそん）は、鳥取県岩美郡にあった自治体である。1896年（明治29年）3月31日までは邑美郡に属した。

## 概要
現在の鳥取市東大路・中大路・西大路、および南栄町の一部（1976年に東大路の一部などから発足）におおむね相当する。千代川支流の大路川中流域に位置した。
大路の名は村内にある大路山に由来し、その斜面や山頂には古墳群がある。
藩政時代には鳥取藩領の邑美郡蔵田庄（くらだのしょう）に属する東大路村・中大路村・西大路村があった。

## 沿革
- 1881年（明治14年）9月12日 - 鳥取県再置。
- 1883年（明治16年） - 連合戸長役場を東大路村に設置。
- 1889年（明治22年）10月1日 - 町村制の施行により、東大路村・中大路村・西大路村が合併して村制施行し、大路村が発足。旧村名を継承した3大字を編成。三戸古村との組合役場を大字東大路村に設置[6][7]。
- 1896年（明治29年）4月1日 - 郡制の施行により、邑美郡・法美郡・岩井郡の区域をもって岩美郡が発足し、岩美郡大路村となる。
- 1914年（大正3年）10月1日 - 「大路村大字※大路村」から大字の「村」を削除し、「大路村大字※大路」と改称[8]。
- 1918年（大正7年）4月1日 - 三戸古村と合併して米里村が発足。同日大路村廃止[4]。

## 行政

### 戸長
- 東大路村外八ヶ村連合戸長役場：山田彌四郎 - 三宅精治 - 永見宇八郎[4][9]
管轄区域：東大路村・中大路村・西大路村（後の大路村）、美和村・古郡家村・久末村・越路村（後の三戸古村）、雲山村・新村（後の法美郡面影村の一部）[10]

### 歴代組合村長
- 米里村を参照。

## 教育
- 三徳尋常小学校（所在地は三戸古村大字古郡家、現在の鳥取市立米里小学校）

## 交通
- 若桜往来筋（雲山 - 東大路 - 久末 - 船木）：後に若桜街道（現在の県道323号）が整備されるまでの旧道[11]